# ريجي فريمان
ريجي فريمان (بالإنجليزية: Reggie Freeman)‏ مواليد 17 مايو 1975 في ذا برونكس، هو لاعب كرة سلة أمريكي معتزل. بدأ مسيرته الاحترافية في سنة 1997. يبلغ طوله 6 قدم 6 بوصة (2.0 م). اعتزل اللعب في 2009.

## المسيرة الاحترافية
لعب مع نادي جامعة إسطنبول التقنية لكرة السلة في موسم 1999–2000، ثم لعب مع نادي سيبونا لكرة السلة في موسم 2001–2002، ثم لعب مع روزيتو شاركز في الدوري الإيطالي في سنة 2002.

## إحصائيات المسيرة

### الدوري الأوروبي
| السنة   | الفريق                 | لعب | بدأ | دقيقة | ميداني% | ثلاثية | حرة  | ارتداد | صنع | استلاب | تصدي | نقطة | أداء |
| ------- | ---------------------- | --- | --- | ----- | ------- | ------ | ---- | ------ | --- | ------ | ---- | ---- | ---- |
| 2001–02 | نادي سيبونا لكرة السلة | 12  | 1   | 25.1  | .436    | .294   | .795 | 4.3    | 1.7 | .9     | .4   | 10.7 | 9.7  |
| 2005–06 | زالغيريس لكرة السلة    | 19  | 18  | 30.9  | .397    | .349   | .788 | 3.8    | 2.3 | 1.3    | .1   | 11.2 | 9.8  |
| المسيرة |                        | 31  | 19  | 28.6  | .410    | .328   | .791 | 4.0    | 2.1 | 1.1    | .2   | 11.0 | 9.8  |

## روابط خارجية
- ريجي فريمان على موقع الاتحاد الدولي لكرة السلة (الإنجليزية)
- ريجي فريمان على موقع الدوري الأوروبي لكرة السلة (الإنجليزية)
- ريجي فريمان على موقع كرة السلة الأوروبية.كوم (الإنجليزية)
- ريجي فريمان على موقع كلية كرة السلة في سبورتس رفرنس.كوم (الإنجليزية)
- ريجي فريمان على موقع ريلجم (الإنجليزية)
- ريجي فريمان على موقع بروبوليرز (الإنجليزية)
- ريجي فريمان على موقع سبورتس رفرنس (الإنجليزية)